# Kongolesiska inbördeskriget
Kongolesiska inbördeskriget var ett inbördeskrig som ägde rum i kungariket Kongo mellan 1665 och 1709. Det var ett tronföljdskrig mellan anhängarna av de rivaliserade huset Kinlaza och huset Kimpanzu. Kriget förvärrades när ytterligare fraktioner hävdade sig vara släkt med några av de rivaliserade husen och producerade ytterligare tronpretendenter. Tronföljdskriget orsakade en enorm förödelse i Kongoriket och försvagade det inifrån inför yttre fiender, och resulterade i förstörelsen av dess huvudstad och att många av dess innevånare fallit offer för den transatlantiska slavhandeln.